# Theodor Feddersen
Theodor Feddersen (* 17. November 1839 auf Gut Stift bei Kiel; † 5. Dezember 1915 in Flensburg) war ein deutscher Landwirt in Nordschleswig und Mitglied des Reichstags im deutschen Kaiserreich.

## Leben
Theodor Feddersen war das sechste von zehn Kindern des Gutsinspektors Hans Feddersen (1801–1852) und dessen Ehefrau Henriette Feddersen geb. Willink (1805–1851). Nach dem Tode der Eltern wurde er zwölfjährig von seinem Onkel Boy Feddersen auf Südergaarde bei Hoyer im nördlichen Teil des Herzogtums Schleswig aufgenommen. Er besuchte die Schule in Hoyer und bildete sich danach zum Landwirt aus. 1866 wurde er Pächter des seinem Onkel gehörenden Hofs Koxbüll Ladegaard. 1872 heiratete er Amalie Feddersen (* 22. September 1854 auf Roy bei Tondern; † 11. August 1931 in Flensburg). Der Ehe entstammten acht Kinder. Nach dem Tode seines Onkels wurde er 1883 Besitzer von Südergaarde und des benachbarten Koxbüll Ladegaard, die zusammen 588 Hektar umfassten. Er ließ Südergaarde neu erbauen und übersiedelte mit seiner Familie dorthin. 1907 übergab er die Bewirtschaftung des Hofs seinem ältesten Sohn Hans Feddersen (1878–1918) und zog nach Flensburg.
Neben seiner landwirtschaftlichen Tätigkeit war Theodor Feddersen Amtsvorsteher, Mitglied des Kreistags und des Kreisausschusses für den Kreis Tondern und Mitglied des Provinziallandtags Schleswig-Holstein. In der Legislaturperiode 1893–1898 war er Abgeordneter im Deutschen Reichstag für die Nationalliberale Partei, gewählt im  4. Wahlkreis der Provinz Schleswig-Holstein (Tondern-Husum-Eiderstedt).